# Jesús Garay
Jesús Nicolás F. Garay, conocido como Jesús Garay (Santander, Cantabria, 1949), es un director de cine español.

## Trayectoria
En 1969 funda el grupo La Fábrica de Cine de Santander. Participa en la realización de diversas películas alternativas de carácter colectivo y en formatos no profesionales. Desde 1972 reside en Barcelona y participa en los estudios de cine y fotografía de la EMAV (Escola Municipal d'Audiovisuals de Barcelona). De 1975 a 1985 colaboró en tareas de programación, edición y documentación en la Filmoteca Española en Barcelona y la Filmoteca de Cataluña. Ha sido crítico de cine en diversas publicaciones como Destino, Film Guía y La mirada. 
Ha sido el autor de dos libros de relatos: Diversas filmaciones en 1972 y La cosa de Nueva York en 1985. Ha impartido cursos de guion y dirección en el Círculo Internacional de Escritores (Cadaqués) y en el Centre Català de Cinematografía -CECC (Barcelona). Ha participado en diversos másteres sobre lenguaje cinematográfico y dirección de actores en la Universidad de Funchal (Madeira) y en la Universidad Ramon Llull (Barcelona). Ha sido realizador de spots publicitarios y filmes corporativos.

## Filmografía
- 1977 - Nemo (largometraje)
- 1980 - Manderley (largometraje)
- 1981 - Consagración (mediometraje)
- 1981 - Supongamos... Santander (cortometraje documental)
- 1982 - El 10 de la Plaza Real (cortometraje documental)
- 1982 - Expocaña 82 (cortometraje documental)
- 1985 - In Pio (largometraje/docudrama)
- 1985 - Pasión lejana  (largometraje)
  - Premio Mejor Actor Festival de Sitges.
  - Premio Mejor Director Generalidad de Cataluña.
- 1988 - Pinturas del Palacio de Liria
- 1988 - MUSEO DE LA CIENCIA DE BARCELONA (cortometrajes documentales)
- 1989 - Tots els que cauen (mediometraje)
- 1989 - ¡Eh Joe! (mediometraje)
- 1989 - Adaptaciones de obras de Samuel Beckett para el programa de TVE Glasnot.
- 1990 - Serie documental Made in Barcelona (capítulos sobre Arquitectura y Pintura para TVE y NHK (Japón)
- 1990 - La banyera  (largometraje)
  - Premio mejor película Festival Internacional de Cine Fantástico de Bruselas.
  - Premio del Jurado Fantasporto.
  - Premio de la crítica Festival de Sitges.
- 1993 - Les gens d'en face / Los de enfrente (largometraje en coproducción con Francia, para el canal Arte, basado en la novela de Georges Simenon)
  - Competición oficial Festival Internacional de Cine de Berlín.
  - Premio mejor film Generalidad de Cataluña.
  - Premio mejor film Muestra Cinematográfica del Atlántico Alcances.
- 1996 - Un amour clair-obscur / Un amor claroscuro (largometraje para televisión en coproducción con Francia, según la novela de Claude Couderc)
- 1996 - Mirades profundes (Capítulo de la serie Cròniques de la veritat oculta de TV3, basada en cuentos de Pere Calders.)
- 1997 - No se puede tener todo (largometraje)
- 1998 - "Bessons" (Capítulo correspondiente a la serie de TV3 Sota el signe de...)
- 1999 - A la vida, a l'amor (largometraje para televisión)
- 2000 - Des del balcó (Serie de seis capítulos para TV3, basada en varias novelas de Montserrat Roig)
- 2001 - Germanes de sang (largometraje para televisión, según la obra teatral de Cristina Fernández Cubas)
- 2002 - La Mari (Miniserie de dos films para televisión: TV3, Canal Sur y otras cadenas autonómicas)
- 2006 - Mirando al cielo (largometraje. Documental/ficción)
- 2008 - Eloïse (largometraje)